# Volta (Q79)
Pour les articles homonymes, voir Volta.
Le Volta (Q79) est un sous-marin de la Marine nationale française de classe Brumaire lancé en 1911. Endommagé par un tir ami durant la Première Guerre mondiale, il est désarmé et démoli en 1922.